# (14204) 1999 AM20
(14204) 1999 AM20 est un astéroïde de la ceinture principale d'astéroïdes découvert en 1999.

## Description
(14204) 1999 AM20 a été découvert le 12 janvier 1999 à Woomera (Australie par Frank B. Zoltowski.

### Caractéristiques orbitales
L'orbite de cet astéroïde est caractérisée par un demi-grand axe de 2,99 UA, un périhélie de 2,74 UA, une excentricité de 0,08 et une inclinaison de 11,32° par rapport à l'écliptique. Du fait de ces caractéristiques, à savoir un demi-grand axe compris entre 2 et 3,2 UA et un périhélie supérieur à 1,666 UA, il est classé, selon la JPL Small-Body Database, comme objet de la ceinture principale d'astéroïdes.

### Caractéristiques physiques
(14204) 1999 AM20 a une magnitude absolue (H) de 12,9 et un albédo estimé à 0,253.